# Ada Boureïma
Ada Boureïma, né en 1945 à Gaya, est un écrivain nigérien.

## Biographie
Après une scolarité au Collège classique et moderne de Niamey, Ada Boureïma suit une formation d'enseignant qu'il a complétée en 1965 par un brevet de base, et en 1969 par un brevet principal. Il travaille ensuite comme directeur de plusieurs écoles élémentaires à Niamey. À partir de 1979, il enseigne la pédagogie à l'Université de Niamey.
Ada Boureïma appartient à une génération d'écrivains nigériens qui comprend des noms tels que Amadou Diado, Yazi Dogo, Albert Issa, Abdoua Kanta, Amadou Ousmane et André Salifou. 
Dans son premier roman, Le baiser amer de la faim, publié en 1975, il traite des victimes de la sécheresse et de la famine de 1973 au Niger et retrace comment la catastrophe naturelle a conduit à la misère et à la désintégration sociale dans le pays.
Boureïma l'a repris dans Waay Dulluu ou l'étau à partir de 1981, lorsqu'une période de sécheresse a poussé le protagoniste du roman à quitter la campagne pour la ville. Ses espoirs initiaux sont déçus et il tourne le dos à la ville après de nombreuses années, marquant la fin de la colonisation européenne de l'Afrique.

## Ouvrages
- Le baiser amer de la faim (Roman), Imprimerie Nationale du Niger, Niamey, Buco et Edit, 2005 (1re éd. 1975) (ISBN 978-99919-57-10-4)
- Waay Dulluu ou l’étau, Niamey, Editions Daouda, 2007 (1re éd. INDRAP 1981) (ISBN 978-2-913733-42-8)
- La lettre du désert, Niamey, Editions Daouda, 2007 (1re éd. INDRAP 1998) (ISBN 978-2-913733-47-3)
- Mahawara ou le débat. Suivi de poèmes, Niamey, INDRAP, 1998
- Balade aux États-Unis, Niamey, Editions Daouda, 2007 (ISBN 978-2-913733-45-9)
- Le choix de Mani, Niamey, Editions Daouda, 2007 (ISBN 978-2-913733-42-8)
- Et si nous parlons politique, Niamey, Editions Gashingo, 2014 (ISBN 978-2-37235-011-2)